# リンディ
リンディ（Lindi）は、タンザニアの都市。人口は2万6151人（2012年）。
タンザニア南部海岸に位置し、リンディ州の州都である。リンディ湾の奥に位置し、インド洋に面する。ダルエスサラームからは南に450km、ムトワラからは北に105km離れている。

## 地理

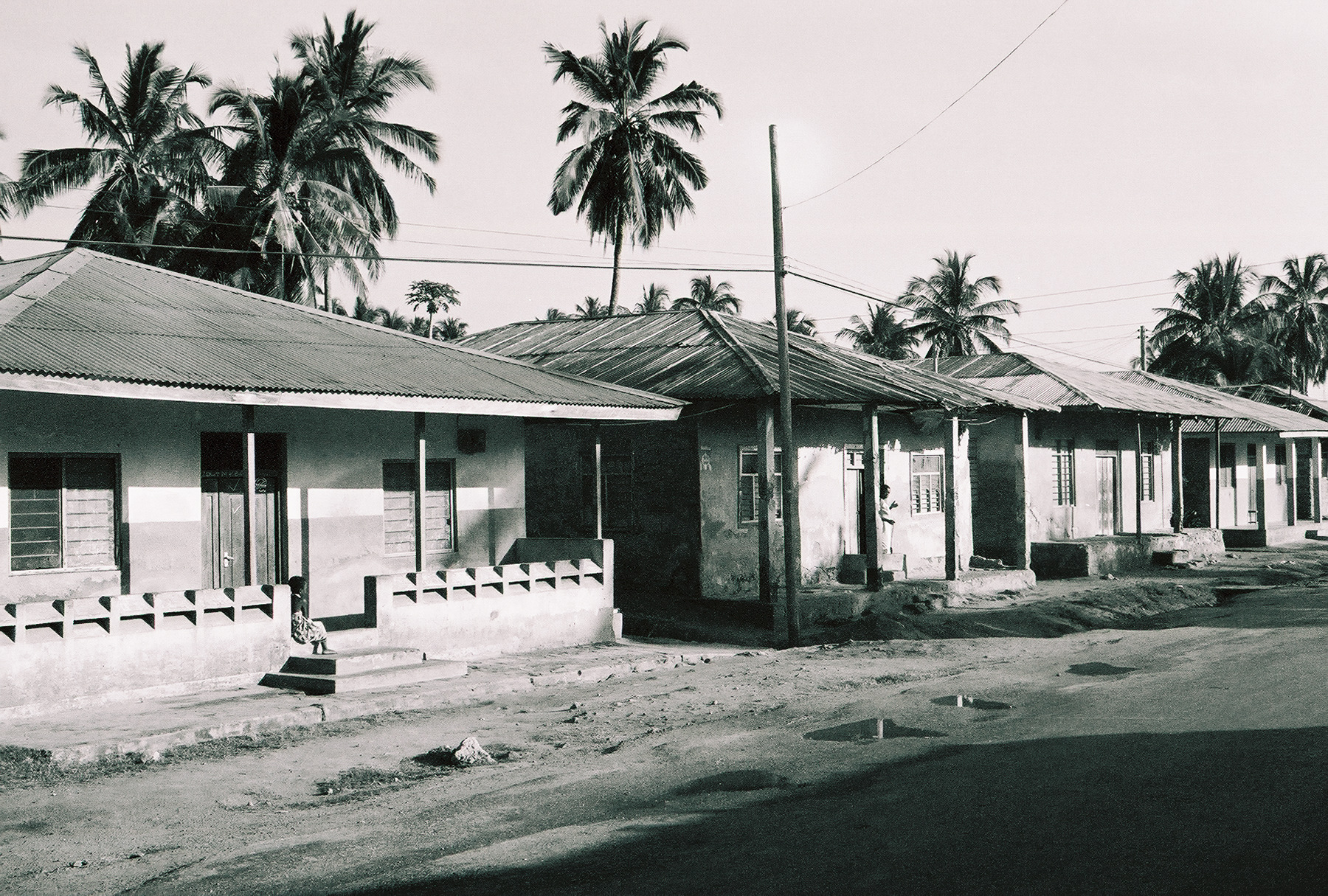
リンディの街

リンディはルクレディ川の河口にあり、沿岸漁業用の設備や沿岸航路用の旅客設備はあるものの、水深が浅く外洋船が入港することはできない。リンディ地方ではサイザル麻の栽培が盛んである。リンディの街の北25kmの地点にリンディ滑走路がある。雨季には頻繁に道路交通が切断されるため、雨季の安定的な交通手段は空路または海路に限られる。これを改善するために北のダルエスサラームから通じる道路の改良がおこなわれている。リンディからは古い舗装道路が南のミキンダニを通ってムトワラまで伸びている。

## 歴史

### スワヒリ都市
リンディは古い交易都市であり、北のモガディシュからモンバサ、マリンディ、ザンジバル、キルワから南のソファラまで点々と連なるアラブ人の交易都市のひとつとして繁栄し、スワヒリ都市の一つとなっていた。19世紀はじめにはオマーン王国のサイイド・サイードの支配下に入り、彼が拠点を置いたザンジバルやマスカットなどと交易を行っていた。リンディの主要交易品は奴隷であり、リンディから発した奴隷貿易ルートは内陸奥深くのマラウイ湖やタンガニーカ南部に延び、ヤオ人、マクア人やアラブ人などのキャラバンによって集められた奴隷がアメリカをはじめ世界各地へと送られていった。

### 植民地時代

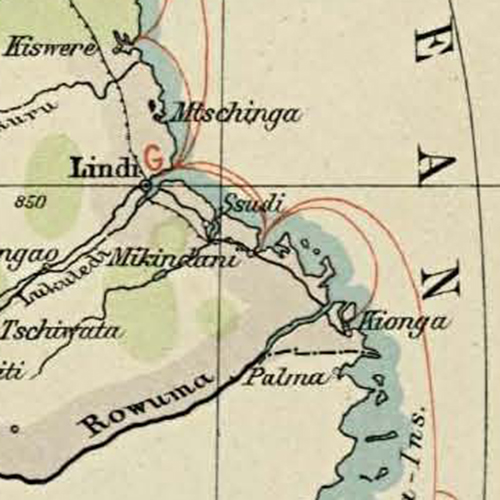
1906年の地図。赤い線は航路であり、沿岸航路の拠点となっていたことがわかる

19世紀後半にはドイツの勢力が浸透し始めるが、これを嫌った首長が起こしたアブシリの反乱によって1888年に一時リンディは制圧されたものの、やがてドイツ軍が再占領し、1890年にはドイツ領東アフリカの一部となった。この時代にはタンガニーカ南部のリンディ地方の首府となり、人口は4000人を数え、郵便や電信が整備され税関も置かれた。また、ドイツ軍の駐屯地も置かれ、ドイツ東アフリカ海運会社の定期船も入港していた。サイザル麻やカシューナッツなどの輸出産品の開発がおこなわれたのもこの頃である。1905年には内陸部でマジ・マジ反乱が起き、リンディ州内陸部の宣教師たちがリンディへと逃れた。第一次世界大戦によってドイツが敗れると、リンディは委任統治領タンガニーカの一部としてイギリスの支配下に入った。しかしリンディ港は水深が浅く大型外洋船の入港ができないため、1947年にタンガニーカ落花生計画によって100kmほど南にムトワラの港が開港すると、タンガニーカ南部の主要貿易港はムトワラへと移り、リンディの重要性は大きく低下した。

## 現況

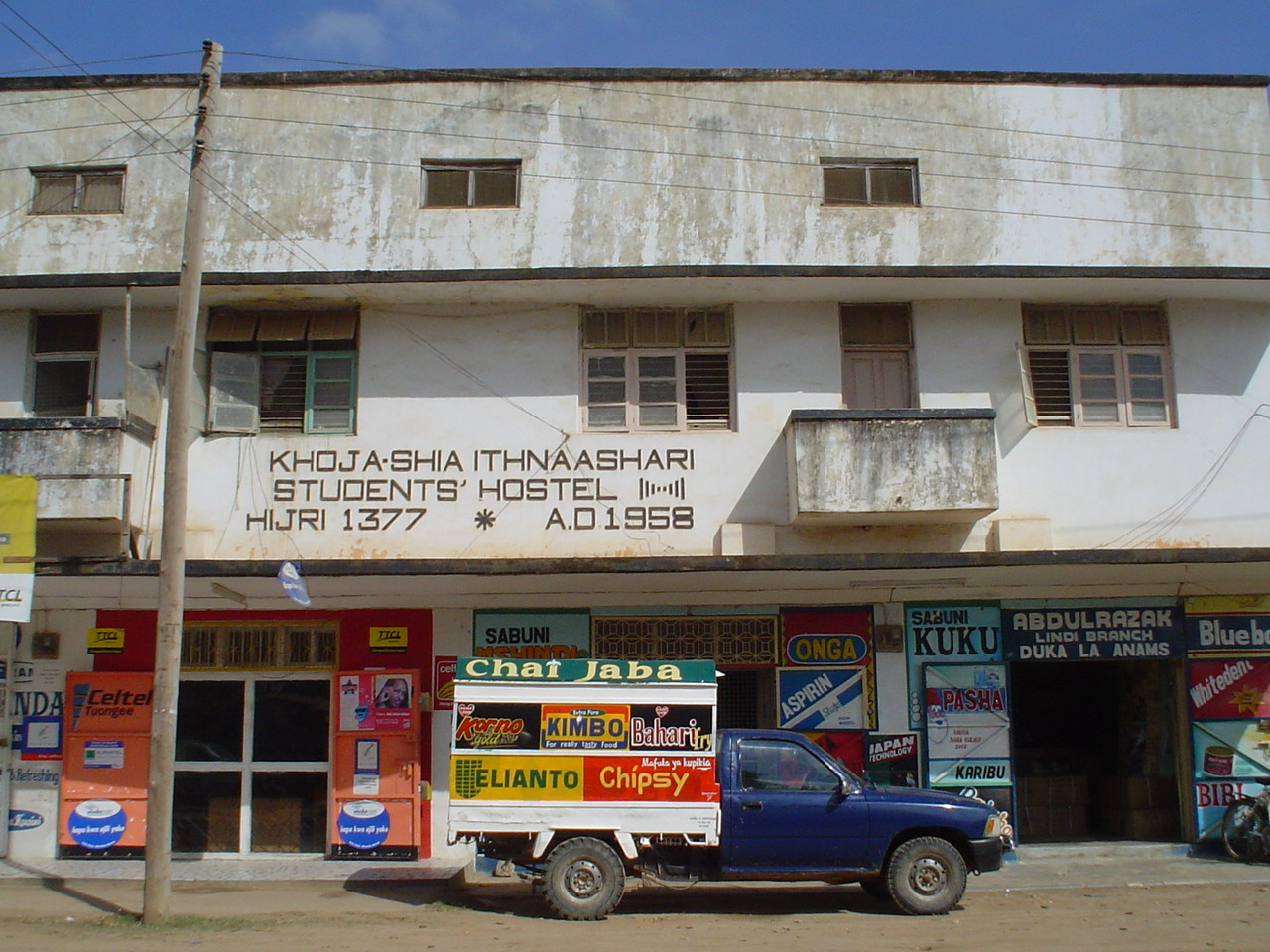
リンディのメインストリートにある商店兼学生寮

リンディの街の企業の大部分はアラブ人かインド人が握っている。街には小学校、中学校、市場、バスターミナル、郵便局、いくつかの銀行、週2便定期便のある滑走路などがある。町の住民の大部分はスワヒリで、ほぼ全員がイスラム教徒であり、周辺の農業や沿岸漁業に従事している。リンディには第一次産業を除いて産業らしきものはほとんどなく、就業機会は限られている。唯一の例外はこの街にある製材所で、多くの住民を雇用している。海岸からムタンダの丘に向けての急坂からはリンディ湾が見渡せるため、植民地時代には植民者たちの住宅街となっていた。